# Gilles Fermanel
Gilles Fermanel, né le 27 juin 1609 à Rouen, où il est mort le 30 juillet 1672, est un orientaliste français, auteur d'un récit relatant son voyage au Proche-Orient.

## Biographie
Conseiller au Parlement de Normandie, il entreprend de 1630 à 1632 un voyage au Levant, en compagnie notamment de Robert Fauvel, Maître en la Cour des comptes de Rouen, et du gentilhomme brugeois Vincent Stochove. Ils en rapportent Le voyage de l'Italie et du Levant, publié à Rouen en 1664. Les mêmes publient en 1668 Observations curieuses sur le voyage du Levant fait en 1630.

## Ouvrages
- Le Voyage de l'Italie et du Levant, Rouen : Jacques Hérault, 1664.
- Observations curieuses sur le voyage du Levant fait en 1630, Rouen : Jacques Hérault, 1668.